# Harku (obec)
Obec Harku (estonsky Harku vald) je samosprávná obec náležející do estonského kraje Harjumaa.

## Obyvatelstvo
V obci Harku žije více než 15 tisíc obyvatel, ve dvou městečkách Tabasalu a Harku a 22 vesnicích Adra, Harkujärve, Humala, Ilmandu, Kumna, Kütke, Laabi, Liikva, Muraste, Naage, Rannamõisa, Suurupi, Sõrve, Tiskre, Tutermaa, Türisalu, Vahi, Vaila, Viti, Vääna a Vääna-Jõesuu. Správním centem je městečko Tabasalu

## Galerie

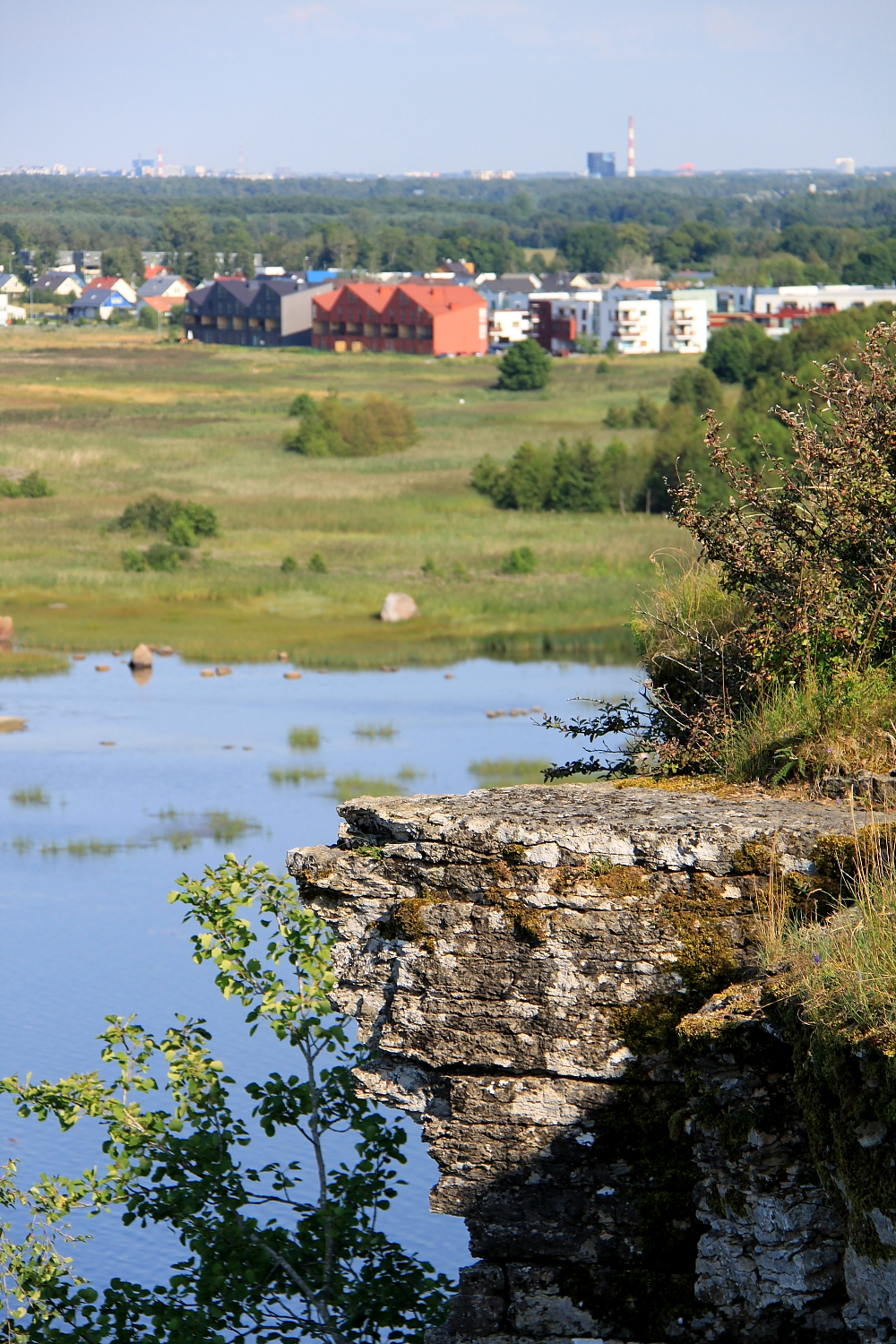
Pohled z tabasalského útesu
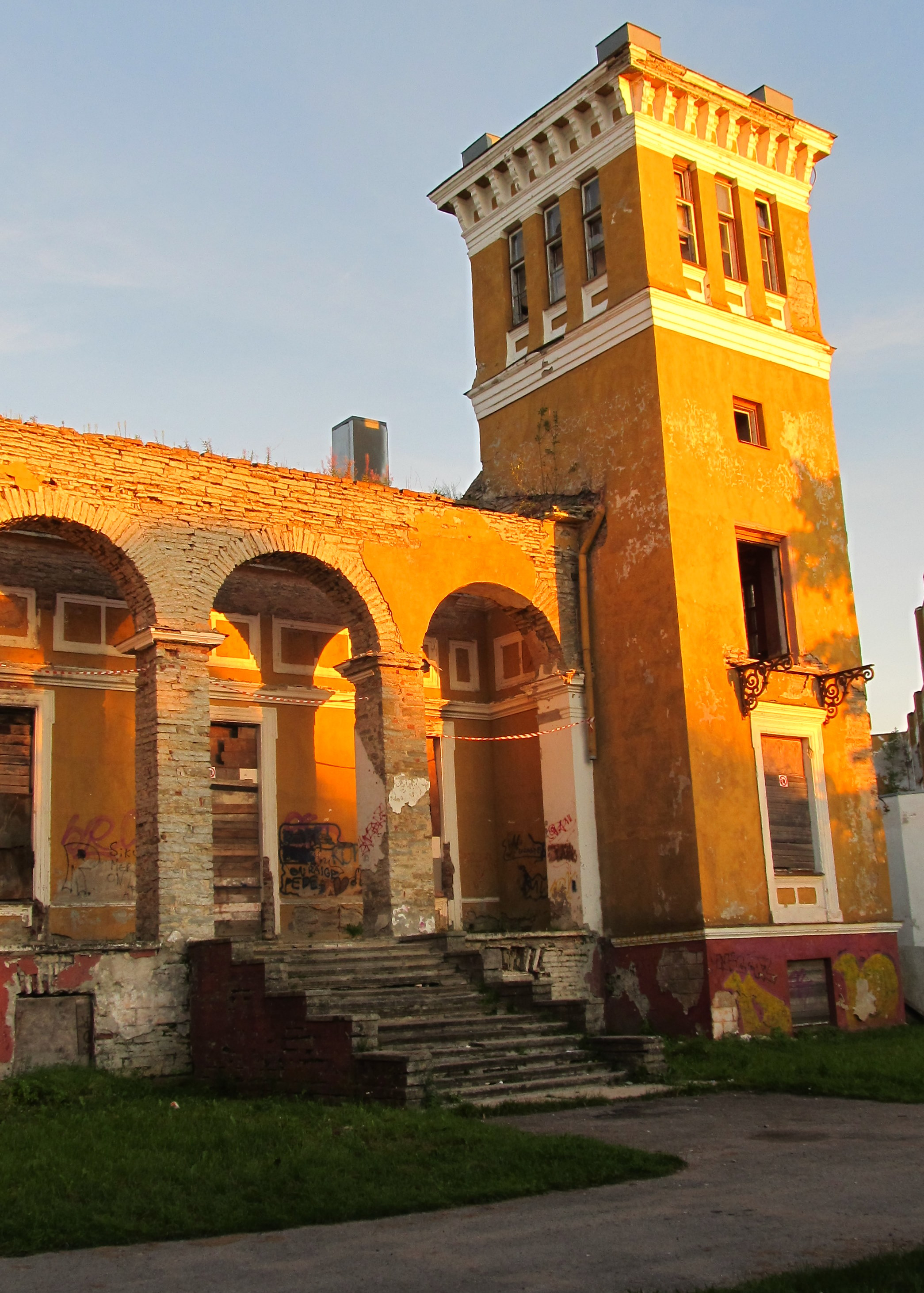
Zámek Muraste
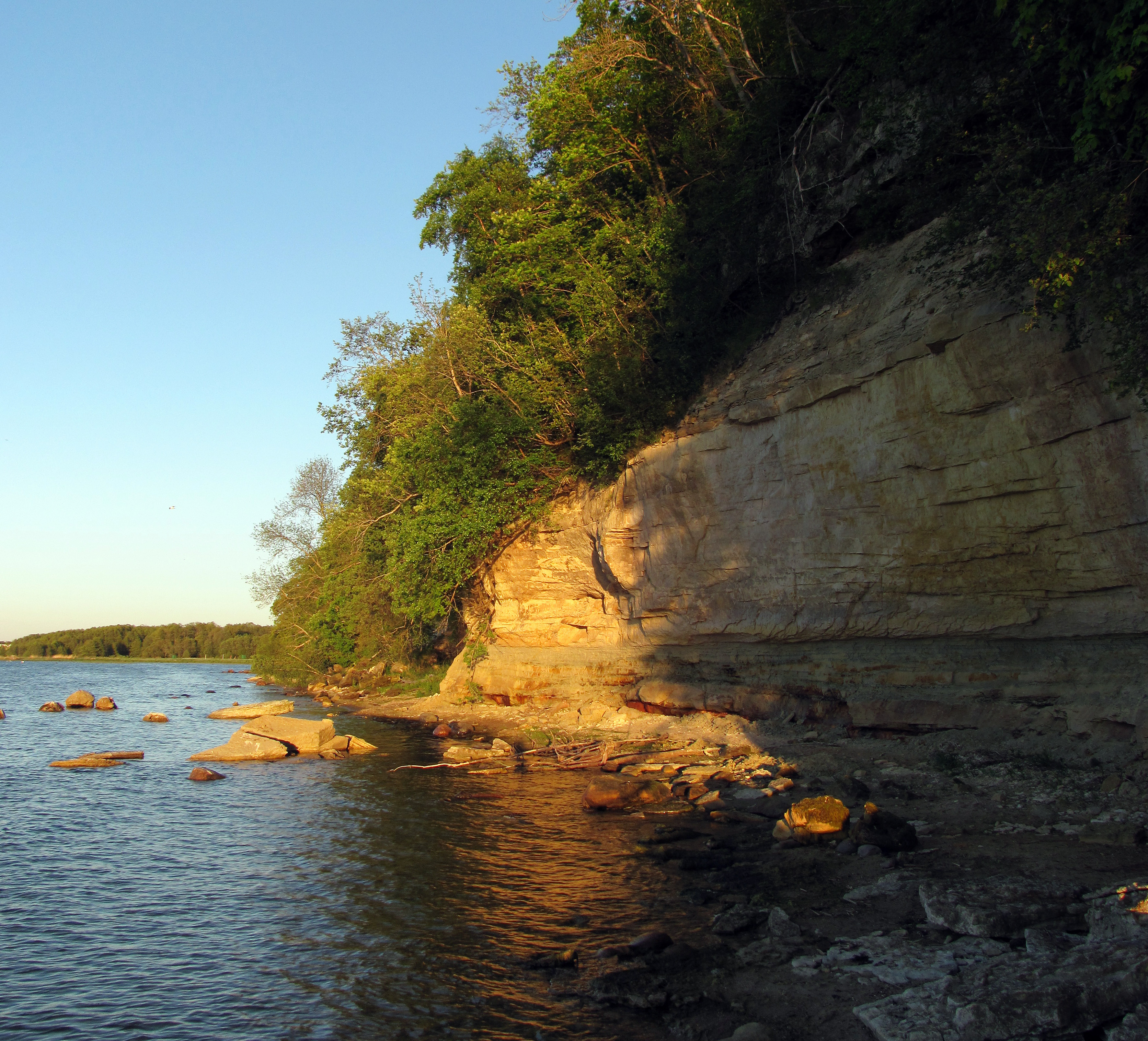
Rannamõiské pobřeží
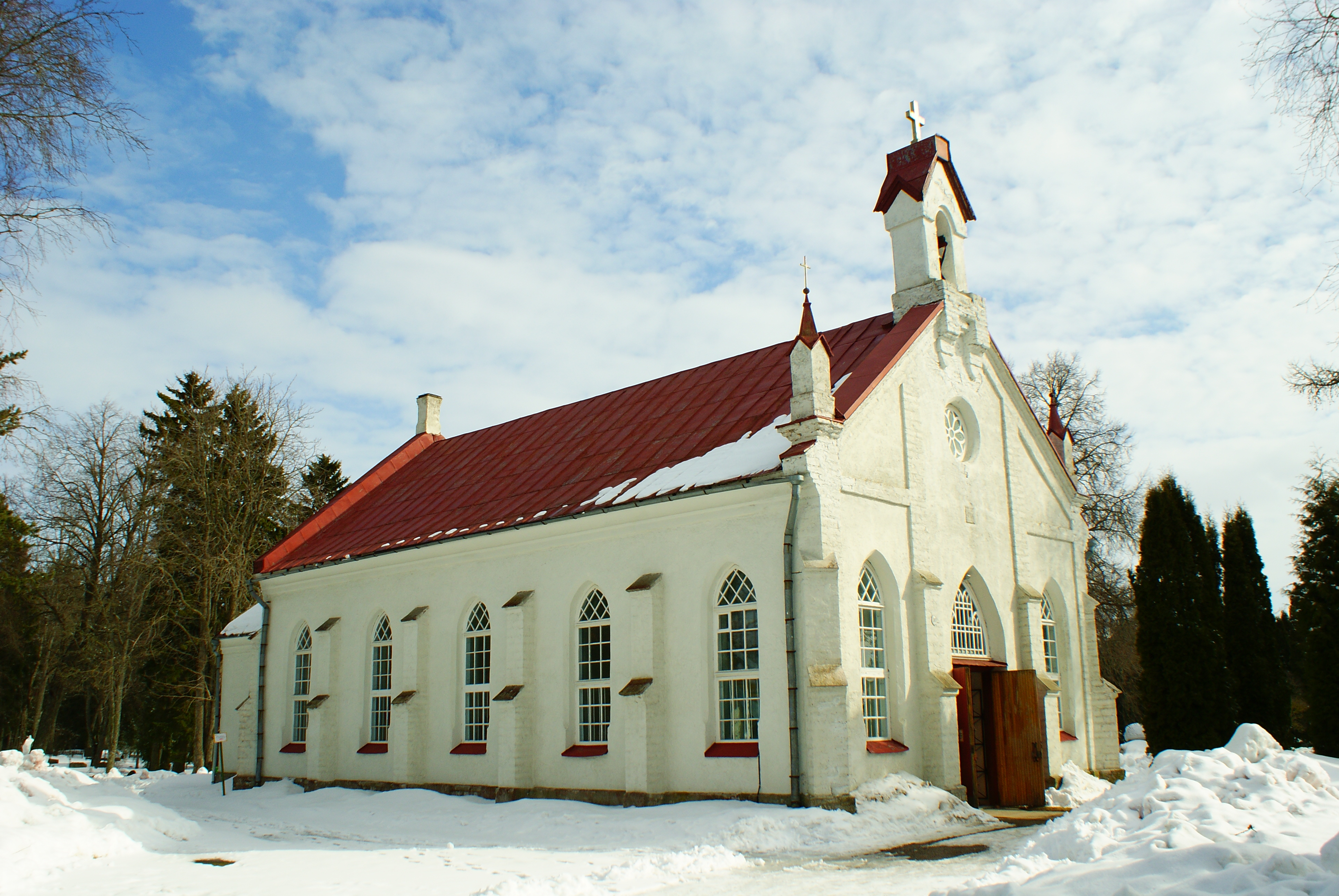
Kostel v Rannamõise
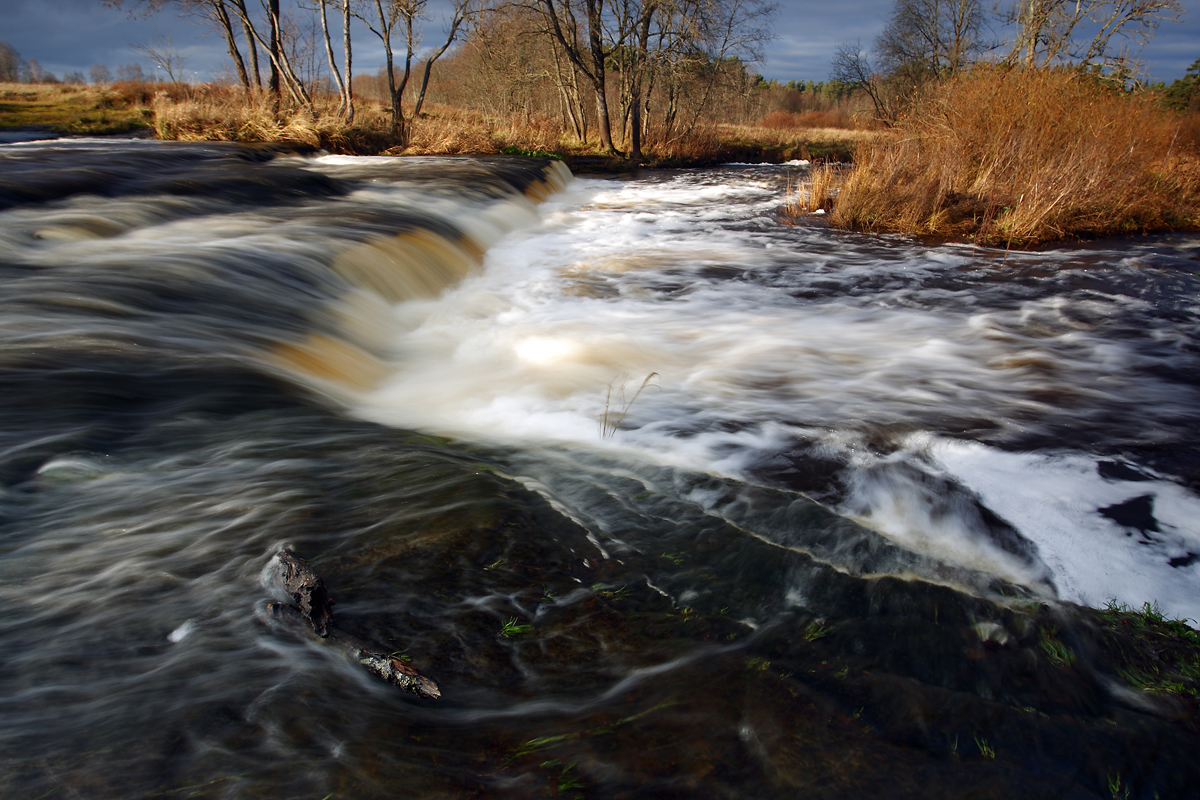
Vahikülský vodopád
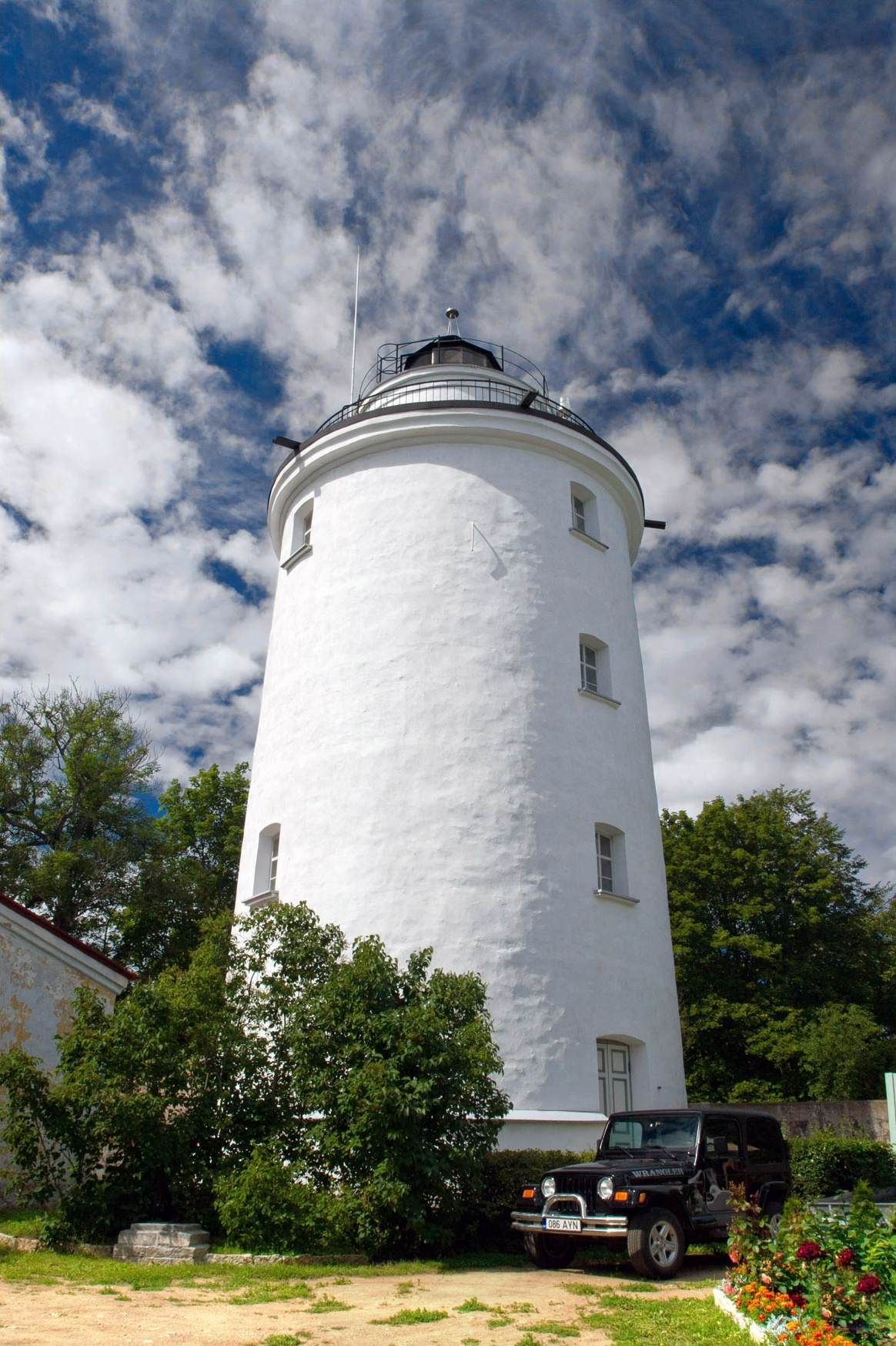
Maják v Suurupi